# Boé (Belgique)
Pour les articles homonymes, voir Boé (homonymie).
Le Boé est un ruisseau de Belgique, affluent de l'Ourthe et faisant donc partie du bassin versant de la Meuse. Il coule en province de Liège et se jette dans l’Ourthe à Comblain-la-Tour.

## Parcours
Le ruisseau prend source à l'ouest d'Awan (commune d'Aywaille) à l'orée du bois Julienne. Ensuite, il coule toujours vers l'ouest dans une vallée devenant de plus en plus encaissée, passe au nord du château de Fanson (à Xhoris dans la commune de Ferrières) et au sud du hameau de Hoyemont (prononcez Oimont) dans la commune de Comblain-au-Pont. Après un parcours essentiellement boisé, le Boé passe au pied du hameau de Comblinay, ses maisons et fermes en pierre calcaire (commune de Hamoir) et rejoint Comblain-la-Tour à travers les prairies le long de la rue de Comblinay, du clos du Boé et de la rue du Boé pour se jeter dans l'Ourthe via un souterrain sous la rue du Vicinal et sous la ligne de chemin de fer Liège–Marloie non loin de la gare ferroviaire.
Le Boé a un cours assez bref de 5,5 km et une largeur de 1 à 4 mètres. Sa source se situe à une altitude de 260 m. Il se jette dans l'Ourthe à une altitude de 105 m. Mais la donnée la plus marquante est l'impressionnante déclivité de ses versants. Près de Hoyemont, la profondeur de la vallée est de 155 m et la déclivité du versant nord dépasse les 30 %.
La vallée du Boé se trouve sur une bande de Famenne coincée entre le Condroz au nord (hameau de Hoyemont) et la Calestienne au sud (village de Xhoris). Les veines de schistes propres à la Famenne affleurent çà et là sur les versants de la vallée.